# Константин Сикул
Вижте пояснителната страница за други личности с името Сикул.
Константин Сикул (на латински: Constantinus Siculus, на гръцки: Κωνσταντῖνος ὁ Σικελός) e гръцки реторик и поет от Сицилия през 9/10 век.
Автор е на епиграма в Палатинска антология (Anthologia Palatina, Anthologia Graeca) и поемата Κωνσταντίνου Φιλοσόφον τον σικελοῦ.